# Hepie Hiemstra
Haebeltje (Hepie) Hiemstra (Twijzelerheide, 6 augustus 1961) is een Nederlandse zangeres die vooral bekend werd van het duo Hepie en Hepie, dat zij samen met haar nicht Hepie Postma vormde in de jaren 80. 

## Loopbaan
Op 16-jarige leeftijd werd Hepie Hiemstra zangeres van het trio de Wiko's, dat in 1978 een hit scoorde met Ik Zal Geen Traan Meer Om Je Laten. Eind jaren 70 richtte ze Hepie en Hepie op, een duo dat vooral bekend werd van de hit Ik lig op mijn kussen stil te dromen uit het najaar van 1980, dat in 1989 in een house-remix versie zelfs de top 10 bereikte. Begin jaren 90 probeerde ze solo hits te scoren. 